# كايدي روكاوا
كايدي روكاوا (باليابانية: 流川 楓
) (فادي في الدبلجة العربية) هو شخصية خيالية من سلسلة مانغا سلام دانك.
في مسلسل الأنمي تم أداء صوته بواسطة هيكارو ميدوريكاوا باليابانية، رأفت بازو وزياد الرفاعي في الدبلجة العربية.

## شخصية
روكاوا، طالب في السنة الأولى بمدرسة شوهوكو الثانوية بمحافظة كاناغاوا، طويل القامة (187 سم) ذو بنية رياضية وشعر أسود قصير، وكرة السلة شغفه الوحيد. هو فتى مغرور ومنطوٍ قليل الكلام، لا يبتسم أبدًا، ولا يتقبل الاستفزازات عادةً، ولكن إذا أزعجه شيء ما، فقد يصبح عنيفًا وغاضبًا. يحظى بشعبية كبيرة بين فتيات مدرسته الثانوية، مثل هاروكو و"مشجعاته الشخصيات" (ثلاث فتيات لا يفعلن شيئًا سوى تقديسه). مع ذلك، لا يكترث روكاوا لاهتمامهن على الإطلاق، ومن بين أمور أخرى، لا يهتم حتى بتكوين صداقات، وغالبًا ما يعامل زملائه في الفريق ببرود واستعلاء: يعيش فقط من أجل كرة السلة، وهدفه الوحيد أن يصبح أقوى لاعب في اليابان والوصول إلى دوري كرة السلة الأمريكي للمحترفين. هاناميتشي، المُغرمة بهاروكو، لا تطيق اهتمام روكاوا بها، ولهذا السبب تكرهه هاناميتشي، ولأنه لاعبٌ يفوقه موهبةً. تفوق روكاوا هو أحد أسباب تعلم هاناميتشي أخذ كرة السلة على محمل الجد، مدفوعًا برغبته في التفوق على منافسه. هاناميتشي أصبح لاعبًا بارعًا ومتمكنًا بشكل متزايد.
بطل كرة السلة منذ المدرسة الإعدادية، يُعتبر روكاوا نجمًا صاعدًا على المستوى الوطني، وأفضل طالب جديد في المحافظة، بالإضافة إلى كونه يُعرف مرارًا وتكرارًا بأنه نجم شوهوكو. في فترة وجيزة، أصبح لاعبًا أساسيًا لا غنى عنه في تشكيلة شوهوكو الأساسية، إلى جانب هاناميتشي وأكاغي وميتسوي ومياغي. إنه لاعب متكامل، ومهاجمٌ قيّم، قادرٌ على التسجيل من جميع أنحاء الملعب تقريبًا، مما يجعل أسلوبه في المواجهات الفردية أسلوبه الأمثل. إنه قادرٌ على التسجيل برمياته الساحقة (دانك) ورمياته السهلة (السلة)، كما أنه بارعٌ في اللعب الدفاعي. على الرغم من كونه أفضل موهبة في البلاد، إلا أنه تدرب بجدّ ليتمكن من التصويب بدقة شبه مطلقة. ووفقًا لأنزاي، فإن الحركات التي يؤديها محفوظة في جسده تمامًا (حتى أنه في البطولات الوطنية يسجل رمية حرة وهو مغمض العينين)، وأن روكاوا، للوصول إلى هذا المستوى، لا بد أنه سدد عشرة ملايين تسديدة على الأقل. يحرص روكاوا على إظهار موهبته للجميع بكل الطرق، وهو مصمم دائمًا على الفوز دون أي مساومة. ينعكس هذا الجانب من شخصيته في أسلوب لعبه، الذي يهدف دائمًا تقريبًا إلى المواجهة المباشرة مع الخصم، متجاهلًا اللعب الجماعي. كونه لاعبًا مبتدئًا، لا يمتلك روكاوا القدرة على التحمل للعب بأفضل حالاته طوال المباراة، لذلك يحتاج إلى استبداله أو تقييد نفسه لفترة زمنية معينة، كما فعل ضد ريونان، حيث وفر طاقته في أول عشرين دقيقة، حتى يتمكن من تقديم أفضل ما لديه في الشوط الثاني من خلال بذل أقصى جهد.
على الرغم من أن مهاراته كلاعب مفيدة للفريق، إلا أن هاناميتشي يكنّ له نفورًا عميقًا لدرجة أنه غالبًا ما يتمنى أن يفشل فشلاً ذريعًا خلال المباريات، حتى لو كان ذلك على حساب الفريق (وهو أمرٌ نادر الحدوث، نظرًا لإتقان روكاوا لأسلوب لعبه). لا يبدو أن روكاوا يكنّ لهاناميتشي إعجابًا كبيرًا، لدرجة أنه لا يُعير كلماته المسيئة اهتمامًا كبيرًا، ولكنه في الواقع انبهر بموهبة زميله الفطرية عدة مرات خلال المباريات. في الواقع، يعود الفارق بينهما بشكل رئيسي إلى قلة خبرة هاناميتشي، إذ لم يبدأ لعب كرة السلة إلا في عامه الأول في المدرسة الثانوية، في بداية المانغا، بينما كان روكاوا يلعب بالفعل في المدرسة الإعدادية. تتذكر هاروكو حادثة معينة تعكس موهبة روكاوا تمامًا: عندما كان يدرس في المدرسة الإعدادية، سجل خلال إحدى المباريات غمسة كرة سلة رغم وجود ثلاثة لاعبين منافسين يراقبونه. كان فوجيما أول من لاحظ خطورة ثنائي روكاوا وهاناميتشي. في الواقع، ورغم أنهما لم يفوّتا فرصةً للهجوم على بعضهما البعض، إلا أنهما يُشكّلان أفضل ثنائي في شوهوكو: في الواقع، هناك أوقاتٌ كثيرة يُظهر فيها روكاوا سرعته ومهاراته التهديفية الهائلة مستغلاً الهجمات المرتدة الناتجة عن صدات هاناميتشي ومتابعاته. وبتحديدٍ، بتمريرةٍ من روكاوا (أُطلقت للغمس لكن رُصدت بدقة)، سجّل هاناميتشي سلة الفوز على سانوه قبل ثانيةٍ واحدةٍ من نهاية المباراة. يدّعي أنزاي أنه لم يرَ في حياته لاعباً موهوباً مثل ساكوراغي وروكاوا.
كرة السلة هي الشيء الوحيد الذي يبذل فيه جهداً وتفانٍ، ولكن بخلاف ذلك، يتبيّن أنه شخصٌ كسولٌ ومُهمل، وقد ينام حتى في الفصل الدراسي أو أثناء ركوب دراجته؛ وباعترافه، يُعدّ النوم بالنسبة له هوايةً لا أكثر. كسله هو أيضًا سبب رفضه عرض مدرب ريونان بالالتحاق بمدرسته الثانوية واللعب لفريقهم (مع أن ريونان فريق أقوى بكثير من شوهوكو)، لأن مدرستهم الثانوية كانت أبعد عن منزله من شوهوكو.
إنه قوي جدًا، لدرجة أنه يستطيع التغلب على العديد من الخصوم بمفرده دون مساعدة أحد، وهو أيضًا من الشخصيات القليلة في المانغا القادرة على خوض قتال مع هاناميتشي.